# Kuraba Kondo
Kuraba Kondo (近藤 蔵波 Kondo Kuraba?, nacido el 6 de julio de 2002 en Tokushima) es un futbolista japonés que juega como centrocampista.
En 2019, Kondo se unió al Cerezo Osaka de la J1 League.

## Trayectoria

### Clubes
| Club         | País  | Año    |
| ------------ | ----- | ------ |
| Cerezo Osaka | Japón | 2019 - |

## Estadística de carrera

### J. League
| Club                | Año   | J. League | J. League | Copa J. League | Copa J. League | Total | Total |
| Club                | Año   | Part.     | Goles     | Part.          | Goles          | Part. | Goles |
| ------------------- | ----- | --------- | --------- | -------------- | -------------- | ----- | ----- |
| Cerezo Osaka        | 2019  | 0         | 0         | 0              | 0              | 0     | 0     |
| Cerezo Osaka sub-23 | 2019  | 4         | 0         | -              | -              | 4     | 0     |
| Total               | Total | 4         | 0         | 0              | 0              | 4     | 0     |